# Kristian Álvarez
Kristian Omar Álvarez Nuño (ur. 20 kwietnia 1992 w Zapotlanejo) – meksykański piłkarz występujący na pozycji środkowego obrońcy.

## Kariera klubowa
Álvarez jest wychowankiem akademii juniorskiej klubu Chivas de Guadalajara, do którego pierwszej drużyny został włączony jako dziewiętnastolatek przez szkoleniowca José Luisa Reala. W meksykańskiej Primera División zadebiutował 23 kwietnia 2011 w zremisowanym 1:1 spotkaniu z Cruz Azul. W wyjściowej jedenastce zaczął częściej pojawiać się jednak dopiero kilka miesięcy później, w styczniu 2012 za kadencji trenera Fernando Quirarte i podstawowym stoperem Chivas pozostawał przez następne półtora roku, po czym został ponownie relegowany na ławkę rezerwowych. W wiosennym sezonie Clausura 2015 dotarł do finału krajowego pucharu – Copa MX, jednak bezpośrednio po tym, nie potrafiąc wywalczyć miejsca w wyjściowym składzie, został wypożyczony do ekipy Santos Laguna z miasta Torreón. Tam spędził nieudane półtora roku – pełnił wyłącznie rolę rezerwowego dla Carlosa Izquierdoza i Néstora Araujo, zdobył natomiast w 2015 roku superpuchar Meksyku – Campeón de Campeones.
W styczniu 2017 Álvarez przeniósł się do ekipy Tiburones Rojos de Veracruz, w którego barwach 3 lutego w wygranej 2:0 konfrontacji z Chiapas strzelił swojego premierowego gola w najwyższej klasie rozgrywkowej.

## Kariera reprezentacyjna
W marcu 2007 Álvarez został powołany przez szkoleniowca Jesúsa Ramíreza do reprezentacji Meksyku U-17 na Mistrzostwa Ameryki Północnej U-17. W wieku zaledwie czternastu lat był wówczas najmłodszym piłkarzem biorącym udział w tym turnieju, lecz nie pojawił się na boisku w żadnym ze spotkań, zaś jego kadra zajęła na honduraskich boiskach trzecie miejsce w grupie i nie zakwalifikowała się na Mistrzostwa Świata U-17 w Korei Płd. W kwietniu 2009 znalazł się w ogłoszonym przez José Luisa Gonzáleza Chinę składzie na kolejne Mistrzostwa Ameryki Północnej U-17, gdzie tym razem pełnił już rolę podstawowego zawodnika i kapitana drużyny, rozgrywając wszystkie trzy możliwe mecze w pełnym wymiarze czasowym i zdobył dwa gole – obydwa w spotkaniu z Gwatemalą (3:0). Jego zespół – pełniący wówczas rolę gospodarzy – ukończył turniej na pierwszym miejscu w grupie; faza pucharowa rozgrywek została odwołana ze względu na wybuch epidemii świńskiej grypy w Meksyku. Kilka miesięcy później wziął natomiast udział w Mistrzostwach Świata U-17 w Nigerii, podczas których wciąż był podstawowym stoperem kadry, występując we wszystkich czterech meczach od pierwszej do ostatniej minuty. Meksykanie odpadli natomiast ze światowego czempionatu w 1/8 finału, ulegając w nim po serii rzutów karnych Korei Płd (1:1, 3:5 k).
W marcu 2011 Álvarez został powołany przez trenera Juana Carlosa Cháveza do reprezentacji Meksyku U-20 na Mistrzostwa Ameryki Północnej U-20. Tam wystąpił we wszystkich pięciu meczach w pełnym wymiarze czasowym, zdobywając gola w konfrontacji fazy grupowej z Kanadą (3:0), natomiast jego kadra triumfowała ostatecznie w tych rozgrywkach po pokonaniu w finale Kostaryki (3:1). Trzy miesiące później wziął udział w prestiżowym towarzyskim Turnieju w Tulonie – tam zagrał w czterech meczach, odpadając w półfinale po porażce z Kolumbią (1:2) i zajął czwarte miejsce. Zaraz potem znalazł się w składzie na Mistrzostwa Świata w Kolumbii, gdzie stworzył podstawowy duet środkowych obrońców z Diego Reyesem i rozegrał pięć z siedmiu możliwych spotkań (wszystkie w pierwszym składzie). Meksykanie dotarli natomiast wówczas aż do półfinału młodzieżowego mundialu, gdzie zostali pokonani przez późniejszego triumfatora – Brazylię (0:2), zajmując ostatecznie trzecią lokatę.
W lipcu 2011 Álvarez został awaryjnie powołany przez Luisa Fernando Tenę do rezerwowej reprezentacji startującej pod szyldem dorosłej kadry w turnieju Copa América, jako jeden z graczy mających zastąpić zdyskwalifikowanych kilka dni przed turniejem ośmiu piłkarzy tego zespołu. Podczas tych rozgrywek nie zanotował jednak żadnego występu, będąc wyłącznie rezerwowym, natomiast Meksykanie ponieśli na argentyńskich boiskach trzy porażki w trzech spotkaniach, odpadając z turnieju już w fazie grupowej.

## Statystyki kariery
| Guadalajara   | 2010–2011 | Meksyk | Liga MX | 4  | 0 | —  | — | —        | — | — | 4   | 0 |
| Guadalajara   | 2011–2012 | Meksyk | Liga MX | 19 | 0 | —  | — | CL       | 5 | 0 | 24  | 0 |
| Guadalajara   | 2012–2013 | Meksyk | Liga MX | 24 | 0 | —  | — | —        | — | — | 24  | 0 |
| Guadalajara   | 2013–2014 | Meksyk | Liga MX | 9  | 0 | 10 | 0 | —        | — | — | 19  | 0 |
| Guadalajara   | 2014–2015 | Meksyk | Liga MX | 3  | 0 | 16 | 1 | —        | — | — | 19  | 1 |
| Santos Laguna | 2015–2016 | Meksyk | Liga MX | 8  | 0 | —  | — | LMC      | 2 | 0 | 10  | 0 |
| Santos Laguna | 2016–2017 | Meksyk | Liga MX | 8  | 0 | 4  | 0 | —        | — | — | 12  | 0 |
| Veracruz      | 2016–2017 | Meksyk | Liga MX | 11 | 1 | —  | — | —        | — | — | 11  | 1 |
| Veracruz      | 2017–2018 | Meksyk | Liga MX |    |   |    |   | —        | — | — |     |   |
| Ogółem        | Ogółem    | Ogółem | Ogółem  | 86 | 1 | 30 | 1 | CL + LMC | 7 | 0 | 123 | 2 |

Legenda:
- CL – Copa Libertadores
- LMC – Liga Mistrzów CONCACAF